# 明日へのプロファイル
『明日へのプロファイル』（みらいへのプロファイル）はテーブルトークRPG(TRPG)『アルシャードガイア』のリプレイ作品。リプレイの執筆はゲームマスター（GM）でもある矢野俊策、イラストはぽぽるちゃが担当している。2006年8月に書き下ろし作品としてファミ通文庫から発行された。

## 概要
『アルシャードガイア』における公式リプレイの第一弾であり、基本ルールブック発売と同時期に刊行された。ストーリーは二部構成になっており、第1話「封印の門」と第2「蒼き星、黒き太陽」の二つの話が文庫本一冊に収められている。セッション回数は1話につき1回である（つまり総計で二回のセッションが行われている）。矢野俊策にとっては初めて『ダブルクロス』以外でGMを務めた商業リプレイでもある。
第1話は『アルシャードガイア』のジャンルである現代ファンタジーもののもっともシンプルなプレイスタイルを紹介するものとして、「超人的な力を持つものがそれを隠しながら身近な日常を守る」ということをテーマにしたシナリオとなっている。一方、第2話は『アルシャードガイア』固有の世界観を紹介するものとして、アスガルドやティターン十二神などが登場し、「クエスターは日常を守るために戦う」という基本的な視点しかなかった茉莉と恵に、世界を守るために戦うという英雄としての視点を垣間見せるシナリオにもなっている。

## あらすじ
宮沢茉莉と西園寺恵は成穂学園に通う女子高生にして新米のクエスターである。彼女たちはクエスターとしての修行とともに学生としての青春を送っていたが、ある日、自分たちの母校が奈落の侵略を受け、クラスメイト達が敵の手に落ちてしまう。茉莉と恵、そして彼女らを支える仲間達は、大切な日常を取り戻すために戦いを決意する。しかし、これはティターン十二神の一柱・ヒュペリオンの遠大なる陰謀の一部にすぎなかった。茉莉達は奈落神の復活を巡る大きな戦いに否応なく巻き込まれることになる。

## 登場人物・用語

### プレイヤーキャラクター（PC）
プレイヤーによって操作するキャラクター。名前の横にカッコで記述されているのはPCの読み仮名（漢字表記の場合のみ）、プレイヤー名の順である。キャラクタークラスについてスラッシュで複数書かれている場合はマルチクラスによりクラスを複数有していることを表す。キャラクタークラスの横のレベルはそのリプレイ開始時のもの。キャラクターの初期総合レベルは3である。
宮沢 茉莉 (みやざわ・まつり、しのとうこ)
キャラクタークラス : ファイター (Lv.2) / ソードマスター (Lv.1)
シャードの加護 :《トール》《トール》《タケミカヅチ》
成穂学園に通う高校一年生の女子。長髪をポニーテールにしており、活発な性格。
父の祥吾は"蒼の守護者"と呼ばれた伝説のクエスターで、彼がクエスターを引退した際にそのシャードを引き継いだ。街にたまに現れる奈落の怪物退治などは行っているものの、クエスターとしての経験はまだまだ半人前。クエスターとしての使命感も乏しく、超人的な力を使ってバケモノを退治する行為をちょっと変わった趣味として楽しんでる様子さえある。ただし、彼女の考え方はこのリプレイをきっかけに少しずつ変化していくことになる。
後に出たリプレイでは2人の兄がいることが判明するが、この時点ではそのような設定はまだ存在していないため、父と母以外の家族は描かれていない。なお、母のあざみは一般人であり、クエスターや奈落のことについては知らない。茉莉も自分の秘密を母にさえ隠している。
西園寺 恵 (さいおんじ・めぐみ、桜木舞)
キャラクタークラス : レジェンド (Lv.2) / ブラックマジシャン (Lv.1)
シャードの加護 :《ガイア》《ガイア》《オーディン》
大富豪の令嬢であったが、実家の蔵に隠されていた「星のシャード」を発見したことから、その所持者に選ばれてクエスターに覚醒した。その後、フォーチューンサービス社の高坂橙子に見出され、彼女の弟子となって魔術を習っている。
軽くウェーブがかかった長髪をしており、おっとりとした性格。誰とでも常に丁寧口調で話す。天然ボケで世間知らずな面も多少あるが、社会的な常識は人並みには身に付けている。
リプレイのオープニングにおいて、クエスターとしての腕を磨くために"蒼の守護者"の指導を受けることを橙子から指示され、恵は宮沢家にやってくることになる。宮沢家では家族の一員として迎え入れられており、茉莉とは学校のクラスも同じである。
プレイヤーの桜木舞は収録当時、鈴吹太郎が講師を務めていたデジタルエンタテインメントアカデミーの学生であった。
クアドラ (鈴吹太郎)
キャラクタークラス : ソードマスター (Lv.1) / アルケミスト (Lv.1) / ホワイトメイジ (Lv.1)
シャードの加護 :《タケミカヅチ》《ヘル》《イドゥン》
科学と錬金術を融合させた機械杖「チャンバースタッフ」が自我をもったもの、それがクアドラである。
本人の言によれば、自分は神話時代に創られたフレイ神の剣だと言う。さらにはチャンバースタッフは実は人類が自分を模倣して作り出したものであり、外見がチャンバースタッフに酷似してるのは当然だと自称している。
性格は非常に横柄で、「神の武器」として作られた自身を人類全般よりも上位においている。神々が去ったこの時代に自分を満足に使いこなせる者を求めて悠久の年月を過ごしてきたが、神ならぬ人類には無理だろうと半ばあきらめかけていた。魔導科学の研究機関であるサジッタ社にその身を置いていたところ、高坂橙子から西園寺恵のクエスター修行に協力することを要請される。「星のシャード」に選ばれた恵に可能性を見出したクアドラは、恵を所持者として認め、彼女とともに宮沢家に厄介になることとなった。
『アルシャードガイア』には「意思を持つアイテム」をPCとすることができるソードマスター特技《主我》があり、それにより、自我を持つ機械杖というキャラクターを表現している。他人に装備してもらうことで、その人物に自分の能力を分け与えることができるという特殊なキャラクターである。恵はクアドラを装備することで、アルケミストの魔法強化特技を使うことが可能となっている。
外見はチャンバースタッフそのものであるが、先端部に一枚の翼がついているのが特徴となっている。
ディーン・ランダム (丹藤武敏)
キャラクタークラス : ダンピール (Lv.1) / ガンスリンガー (Lv.1) / スカウト (Lv.1)
シャードの加護 :《エーギル》《フレイヤ》《ヘイムダル》
成穂学園の地下にある謎の遺跡を守っているダンピール。5年以上前の記憶を失っており、なぜ自分が「遺跡の番人」をやっているのかは自分でも分っていない。外見は金髪碧眼の美形青年で、黒尽くめの衣装をまとっており、ダンピールらしく吸血鬼のイメージが強く出ている。
遺跡は結界によって隠されており、通常空間とは切り離されている。ディーンは基本的にこの結界の中から外に出ることはないが、たまに鏡を通して学生たちの姿を観察している。そのとき、鏡越しに彼の姿を目撃する学生たちもいて、いつの間にか「鏡の中に吸血鬼が見える」という学校の怪談が生まれてしまった。
クエスターである茉莉はディーンとは知己であり、ディーンは茉莉に対して淡い慕情を感じていた。

### ノンプレイヤーキャラクター（NPC）
ゲームマスターが操作するキャラクター。
宮沢 祥吾 (みやざわ・しょうご）
茉莉の父親。かつては"蒼の守護者"と呼ばれた伝説のクエスターであり、ブルースフィアの魔術師たちのトップであるマーリンの直弟子でもあった。世界の危機を幾度となく救ったが、12年前にクエスターを引退してシャードを娘の茉莉に継承。ごく普通の子煩悩なお父さんとなっている。
第2話では彼がクエスターとして戦えなくなった背景について語られ、それが自分と娘に過酷な運命を与えてまでもシャードを守るためだったことが判明し、漠然と「日常を守るために戦う」としか意識していなかった茉莉に、日常を超えたところにあるクエスターの使命というものを自覚させるきっかけになった。
桧森 かなた (ひもり -）
茉莉のクラスメイト。好奇心旺盛な女子で学園での謎や不思議に首を突っ込みたがる。そのこともあってか、茉莉に何か秘密があるのではと気づきつつあり、彼女の詮索行為が物語の全てのきっかけとなった。
立科 沙耶 (たてしな・さや）
黒髪に青い髪飾りをしたおとなしい少女。成穂学園の女子で一般人だが、魔術的な素質があるのかディーンをたびたび目撃している。いつしか「自分だけが見ることができる、鏡の中の美形の吸血鬼」という存在に魅入られるようになり、その心を奈落に付け込まれる。
高坂 橙子 (たかさか・とうこ）
クエスター支援機構『フォーチュン・サービス』の設立者である女性。フォーチュン・サービスは表向きは世界中に展開するカラオケチェーン店であり、そこへ立ち寄ったクエスターにアイテムや情報を提供している。
「高坂橙子」は偽名であり、本名は"橙の"ティファナ。人類以前に栄えた古代種族アルフの生き残りである。
ヒュペリオン
ティターン十二神の一柱。12年前に奈落界タルタロスからブルースフィアへと侵入をたくらんだが、祥吾、ディーンとその仲間により水際で阻止された。しかし、彼の分身が地上に残され、本体をこの世界によびよせるべくブルースフィアとタルタロスをつなぐ扉を開こうと企てる。
強力な奈落神が力の弱い分身を作り出して人間世界で暗躍させてるという設定はこのリプレイ独自のものであったが、後のサプリメント『エブリディマジック』で正式に公式設定として採用され、「ティターン・スポーン」と名づけられるようになった。

### 用語
星のシャード
恵が所有するシャード。球状のシャードなのだが、中に地球が浮かんで見えるという非常に特殊なもの。とてつもない力を秘めているらしく、ヒュペリオンはタルタロスとのゲートをつなぐためにこのシャードとそれを使用できる恵を求めた。
見た目が特殊であるということ自体は恵のプレイヤーである桜木舞が考えたものだが、それが特別なシャードであるという設定をつけたのはGMの矢野俊策である。
なお、星のシャードは「とてつもない力を持つ」以外には本リプレイでは正体が全く語られず、なぜこのような形状をしているのかなどは謎のままであった。能力の一端は『アルシャードトライデンド・リプレイ』（田中GMパート）で垣間見られる、
錆びたシャード
茉莉が所有するシャード。父の祥吾から譲り受けたシャードだが、全体的に錆びたような色合いになっている。
第2話において、12年前の戦いでヒュペリオンから「シャードが汚染される」呪いを受けた結果、色が変化したことが明かされている。シャードは奈落によって近い将来に砕け散る運命にあったが、「奈落を自身の身体に移し替える」という祥吾の神業的能力によって崩壊は免れた。しかし代償として祥吾はクエスター活動からの引退に追い込まれてしまったばかりか、その後12年間に渡って彼の肉体を蝕んできたことが、のちに「爆誕! ゴッドウォリアーズ!!」で明かされている。
なお、シャードの色が「錆色」になること自体は、基本ルールブックの「シャード決定表」に従えば普通に発生することであり、特殊なことではない。奈落のせいで錆色になったのはあくまで茉莉のシャード固有の話であり、他の錆色のシャードが奈落に汚染されているということではない。
成穂学園 （なるほがくえん）
茉莉が通っている学校。東京郊外N市の山にあるごく普通の高校であるが、実は地下に埋まった超古代文明の遺物の真上に建てられている。学園の設立者がこのことを知っていたかどうかはこのリプレイでは語られない。
この古代の遺物とは、様々な異世界への道をつなぐことができる巨大な石扉であり、12年前には奈落の陰謀により、タルタロスと道がつながりかけた。このときにゲートの奥からティターン十二神の一柱であるヒュペリオンがこの世界に侵入しそうになったが、祥吾とその仲間たちの命がけの戦いによって水際で防がれた。このときに封印された扉をもう一度開くには強大な力が必要であり、そのためにヒュペリオンの分身は星のシャードと恵を求めた。
タルタロス
世界を滅ぼすマイナスの力である「奈落」。その故郷とも言える世界がタルタロスである。この奥底には奈落にその身を捧げた神々が眠っており、中でもティターン十二神と呼ばれる神々は母なるガイアを求めてブルースフィアへの侵攻を望んでいる。
ブルースフィア
この『アルシャードガイアRPG』において、我々の住む現代の地球に比定された世界がブルースフィアである。世界そのものがガイアと呼ばれる神のシャードであり、多元宇宙でも桁外れのマナに恵まれている。しかし、マナや奈落といった世界の神秘は巧妙に隠されており、奈落との戦いは人知れないところで行われている。
チャンバースタッフ
ブルースフィアにおける近代の錬金術師たちは、最新の科学技術と古代の魔導学とを融合させる研究を活発化させており、その成果の一つとして生み出されたのがチャンバースタッフである。
チャンバースタッフは、昔ながらの魔法使いたちが魔力を強化するのに使用している「魔法の杖」に機械的な機構を組み込んだものである。
その仕組みは、マナを小型カプセルに封入した「マナクリスタル」を杖にセットし、杖に仕込まれたトリガーを弾くことでマナクリスタルを火薬のように破裂させ、杖の周囲に瞬間的に濃厚なマナの循環経路を作り出すというもの。この結果、通常よりも強力な形で魔法を使うことができる。
なお、ゲームにおいてはチャンバ-スタッフを使いこなすキャラクタークラスを「アルケミスト」と呼ぶ。このクラスを持つキャラクターは「錬金術師の作り出したアイテムを利用するもの」であり、錬金術師そのものである必要はない。
アスガルド
全ての願いが叶うとされている理想郷。どこにあるかはわからず、今までに辿り着いたものもいないとされる。
全てのシャードは自分のクエスターに対してアスガルドに至るように導く。アスガルド到達はクエスターの究極の目標であり、アスガルドで願えばクエスター個人の望みが叶うばかりか、世界そのものを根底から救うことさえ可能と言われている。
本リプレイでは最後にアスガルドへ到達する道が開かれるが…